# Pío Baroja

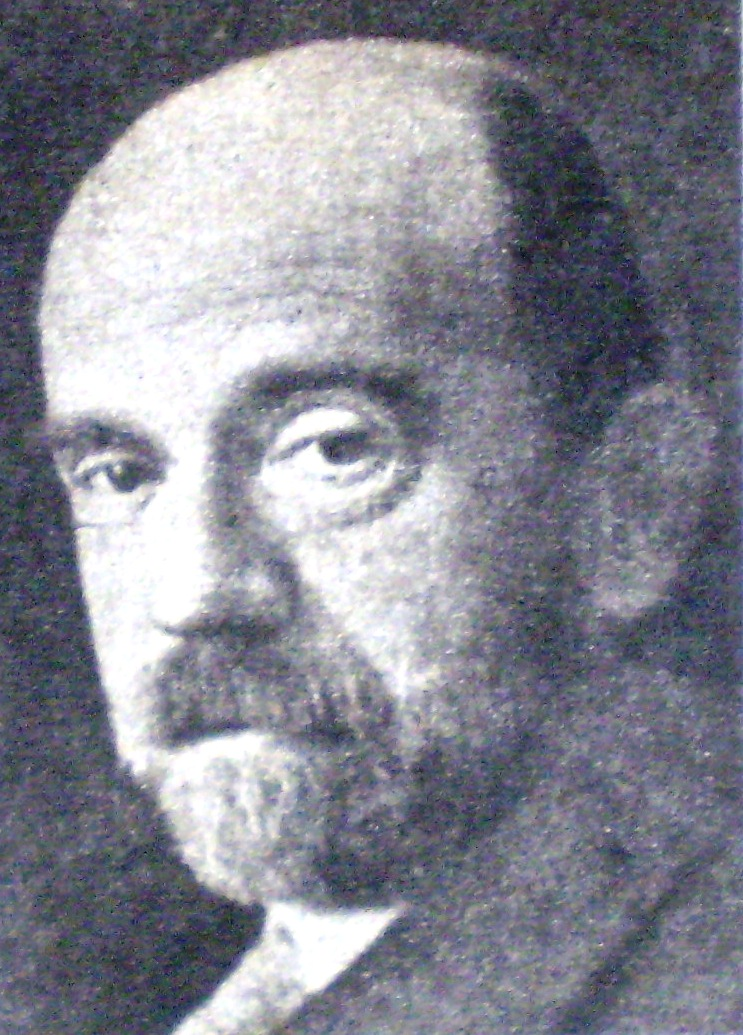
Pío Baroja y Nessi

Pío Baroja y Nessi (San Sebastian, 28 december 1872 – Madrid, 30 oktober 1956) was een Spaans schrijver. Hij behoorde tot de generatie van '98.

## Leven
Baroja was de zoon van een Baskisch mijningenieur en amateurschrijver. Hij studeerde geneeskunde, werkte twee jaar als arts in Cestona, nam vervolgens een bakkerij over van zijn tante, maar die ging korte tijd later failliet. Vanaf 1908 wijdde Baroja zich definitief aan het schrijverschap. Hij schreef voornamelijk romans.
Baroja zwierf een groot deel van zijn schrijversleven door Europa. Lange tijd woonde hij in Parijs (waar hij Pablo Picasso, Ernest Hemingway, John Dos Passos en andere vooraanstaande kunstenaars leerde kennen), maar hij reisde ook naar Zwitserland, Italië, Denemarken, Duitsland, België en Nederland. Een verblijf in Rotterdam werd door hem verwerkt in Los amores tardios (1927).
Tijdens de Spaanse Burgeroorlog keerde Baroja via Frankrijk naar Baskenland terug en sympathiseerde met de Partido Republicano Radical. In 1939 week hij even uit naar Parijs, maar kort daarna vestigde hij zich definitief in Madrid, waar hij in 1956 overleed.
In 1935 werd Baroja tot lid gekozen van de Real Academia Española. Behalve schrijver was hij ook een verdienstelijk etser en kunstschilder.

## Werk
Baroja wordt wel gezien als de meest karakteristieke romanschrijver van de maatschappijkritische generatie die bekendstaat als de “Generación del 98”. Zijn romans zijn vooral de neerslag van zijn ideeën op het gebied van politiek, mensheid, geloof en liefde. Daarbij werd hij sterk beïnvloed door Nietzsche en Schopenhauer. Hij was een fel atheïst. Politiek gezien noemde hij zichzelf ooit “een eenzame anarchist zonder hoop op verlossing”.
Baroja’s romans kennen geen vooropgezet plan, maar ontwikkelen zich op een min of meer natuurlijke wijze. De belangrijkste personages zijn vaak figuren die aanvankelijk krachtdadig optreden en in opstand komen tegen hun milieu, maar uiteindelijk blijken ze steeds over weinig doorzettingsvermogen te beschikken en vervallen ze in apathie. Via zijn personages tracht hij door te dringen tot de essentie van het leven en de realiteit. Zijn stijl is eenvoudig, ook in de lyrische passages en de beschrijvingen van het Spaanse land en volk.
Tot Baroja’s bekendste werk behoort de trilogie La lucha por la vida (De strijd om het leven, 1922-1924), welke een beeld geeft van het leven in de sloppen van Madrid. Andere belangrijke werken zijn Memorias de un Hombre de Acción (Herinneringen van een man van de daad, 1913-1931, over zijn voorouders in Baskenland tijdens de Carlistische opstand in de negentiende eeuw) en El árbol de la ciencia (1911, De boom der kennis), een pessimistische Bildungsroman over de ijdelheid van kennis en het leven in het algemeen: hoofdpersoon Andrés Hurtado trekt veel wijze lessen uit het leven maar voelt zich uiteindelijk alleen maar triester en nuttelozer worden.
De romans Zalacaín el aventurero (1909, Zalacain de avonturier), Paradox rey (1906, Koning Paradox, vertaling Gerardus Johannes Geers) en Las inquietudes de Shanti Andía (1911, De onrust van Shanti Andia, vertaling E. Straat) waren tot voor kort de enige werken van Baroja in een Nederlandse vertaling, nog daterend uit het begin van de 20ste eeuw. Honderd jaar na dato, in 2012, verscheen de trilogie "La raza" in Nederlandse vertaling: "De dolende dame", "Stad in de mist" en "De boom der kennis". De drie romans werden vertaald door Frans Oosterholt en verschenen bij Menken Kasander & Wigman Uitgevers.